# Mercedes-Benz W180
Mercedes-Benz W180 är en personbil, tillverkad av den tyska biltillverkaren Mercedes-Benz mellan juni 1954 och november 1960.

## W180 (1954-59)
Typ 220(a) introducerades i juni 1954. Den delade grundkonstruktionen med självbärande kaross (ponton)med den fyrcylindriga W120, men hade längre front för att rymma sexan från W187 och längre kupé med längre bakdörrar och rymligare baksäte. Bagageutrymmet var detsamma. 
I mars 1956 kom 220 S med starkare motor med 2st dubbelportsförgasare och rikligare kromutsmyckning. Den tillverkades fram till augusti 1959.
Produktionen uppgick till 25 937 st 220 och 55 279 st 220 S.

## W128 (1958-59)
Mellan oktober 1958 och augusti 1959 byggdes 220 SE. Motorn hade försetts med bränsleinsprutning, en föraning av den kommande W111.
Ett prispåslag på 15 procent för den nya motorn såg till att produktionen stannade på 1 974 exemplar.

## Coupé/Cabriolet (1955-60)
En cabriolet-version av 220 hade presenterats i september 1955, men produktionen startade först i juli 1956, då enligt 220 S-specifikation. I oktober tillkom en täckt coupé. Modellen tillverkades fram till oktober 1959.
Mellan oktober 1958 och november 1960 byggdes 220 SE med bränsleinsprutning.
Produktionen uppgick till 3 429 st 220 S och 1 942 st 220 SE.

## Motor
| Modell | Årsmodell | Motor                        | Cylindervolym | Effekt     | Bränslesystem            |
| ------ | --------- | ---------------------------- | ------------- | ---------- | ------------------------ |
| 220    | 1954-56   | M180 II: 6-cyl radmotor ohc  | 2195 cm³      | 85 hk      | Solex-förgasare          |
| 220 S  | 1957-59   | M180 III: 6-cyl radmotor ohc | 2195 cm³      | 100-106 hk | Solex-förgasare          |
| 220 SE | 1959-60   | M127 I: 6-cyl radmotor ohc   | 2195 cm³      | 115 hk     | Bosch bränsleinsprutning |

## Bilder

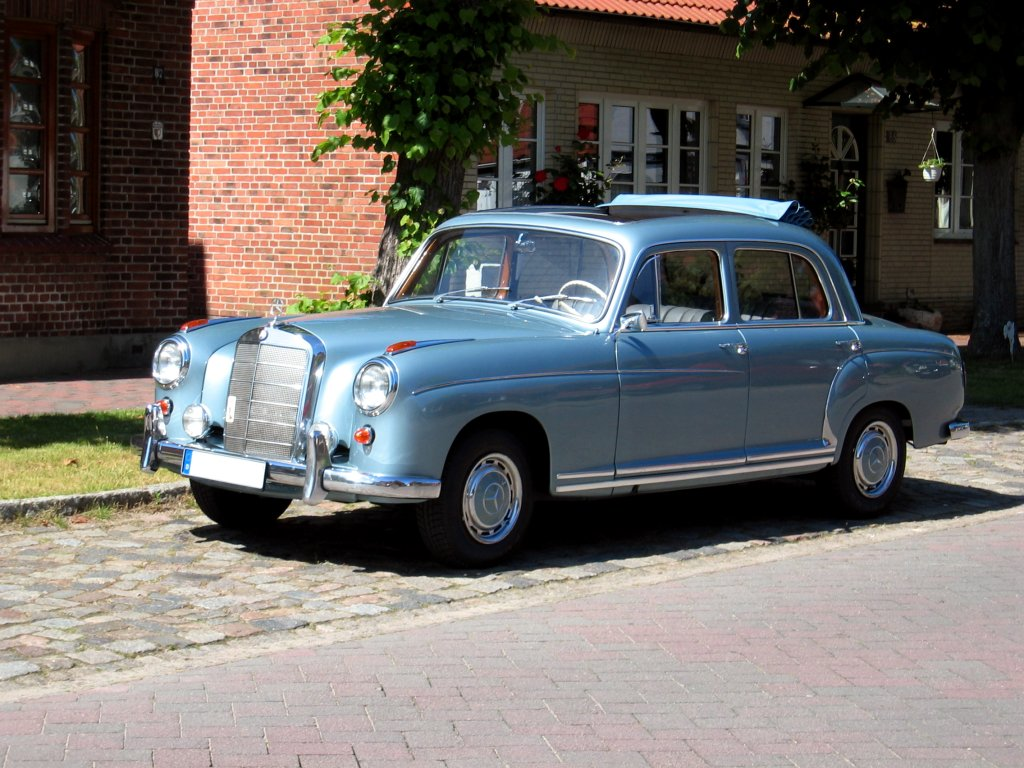
W128 sedan
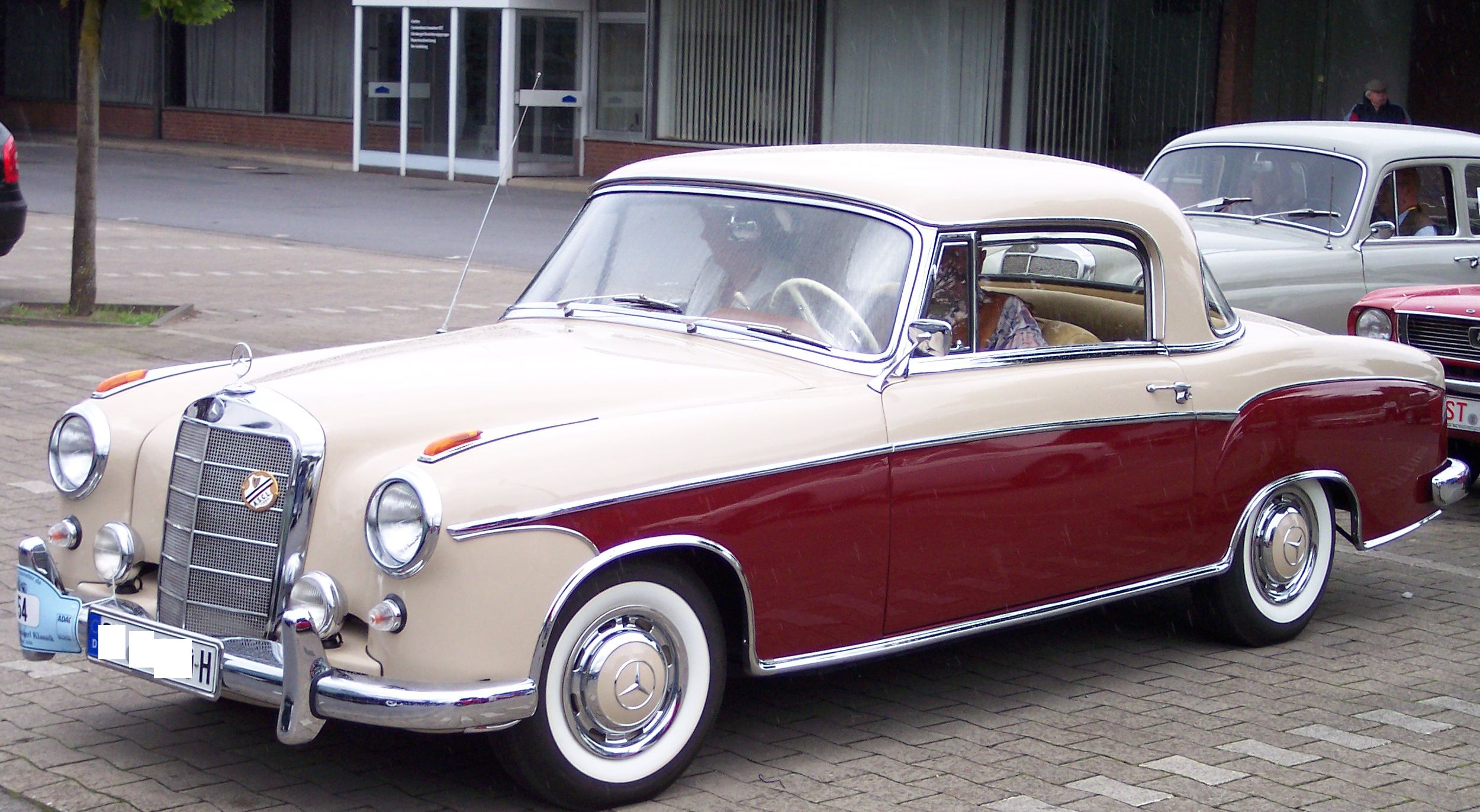
W128 coupé
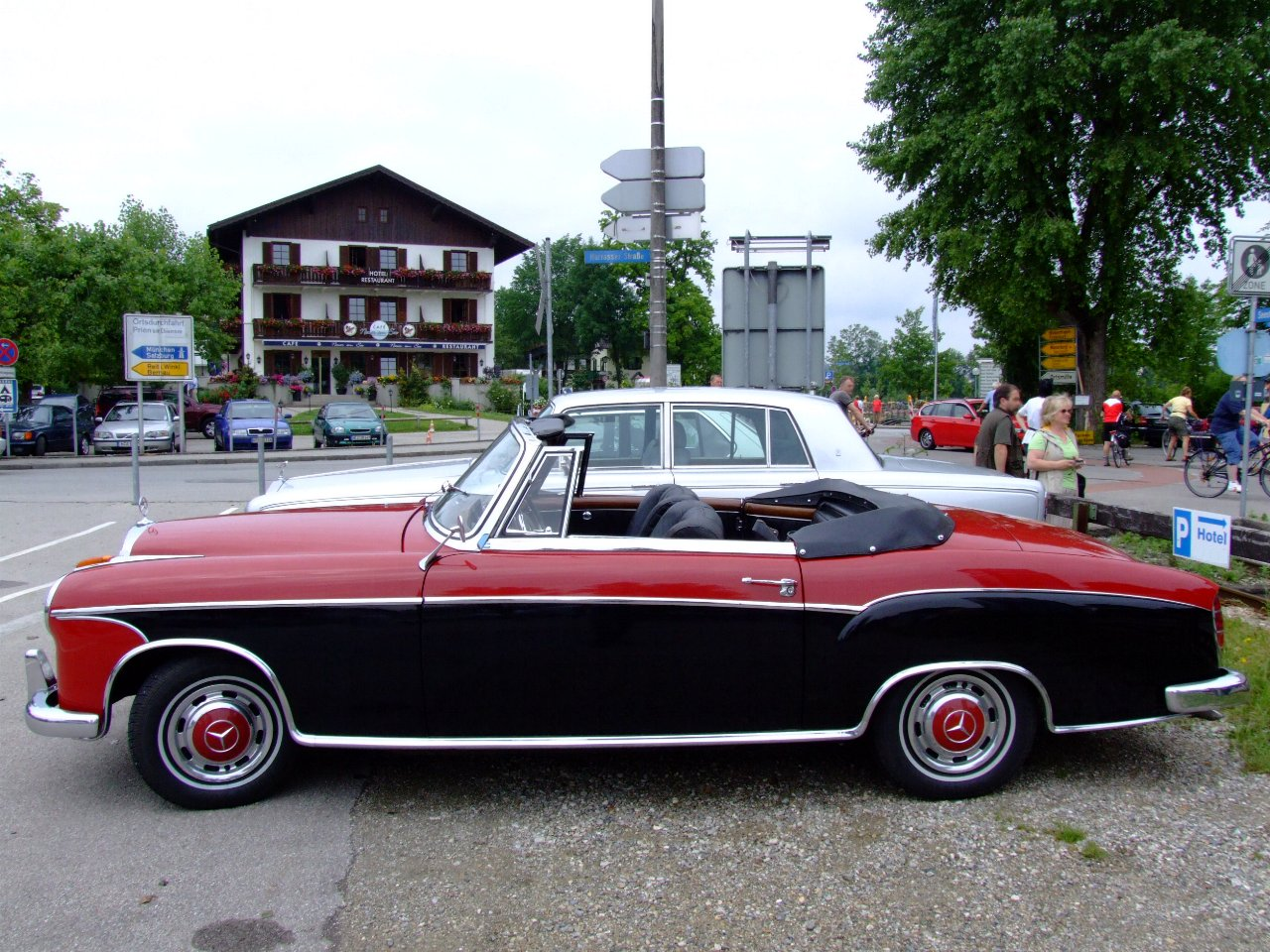
W128 cabriolet